# Agriocnemis pygmaea
Agriocnemis pygmaea är en trollsländeart. Agriocnemis pygmaea ingår i släktet Agriocnemis och familjen dammflicksländor. IUCN kategoriserar arten globalt som livskraftig.

## Underarter
Arten delas in i följande underarter:
- A. p. pygmaea
- A. p. sania

## Bildgalleri

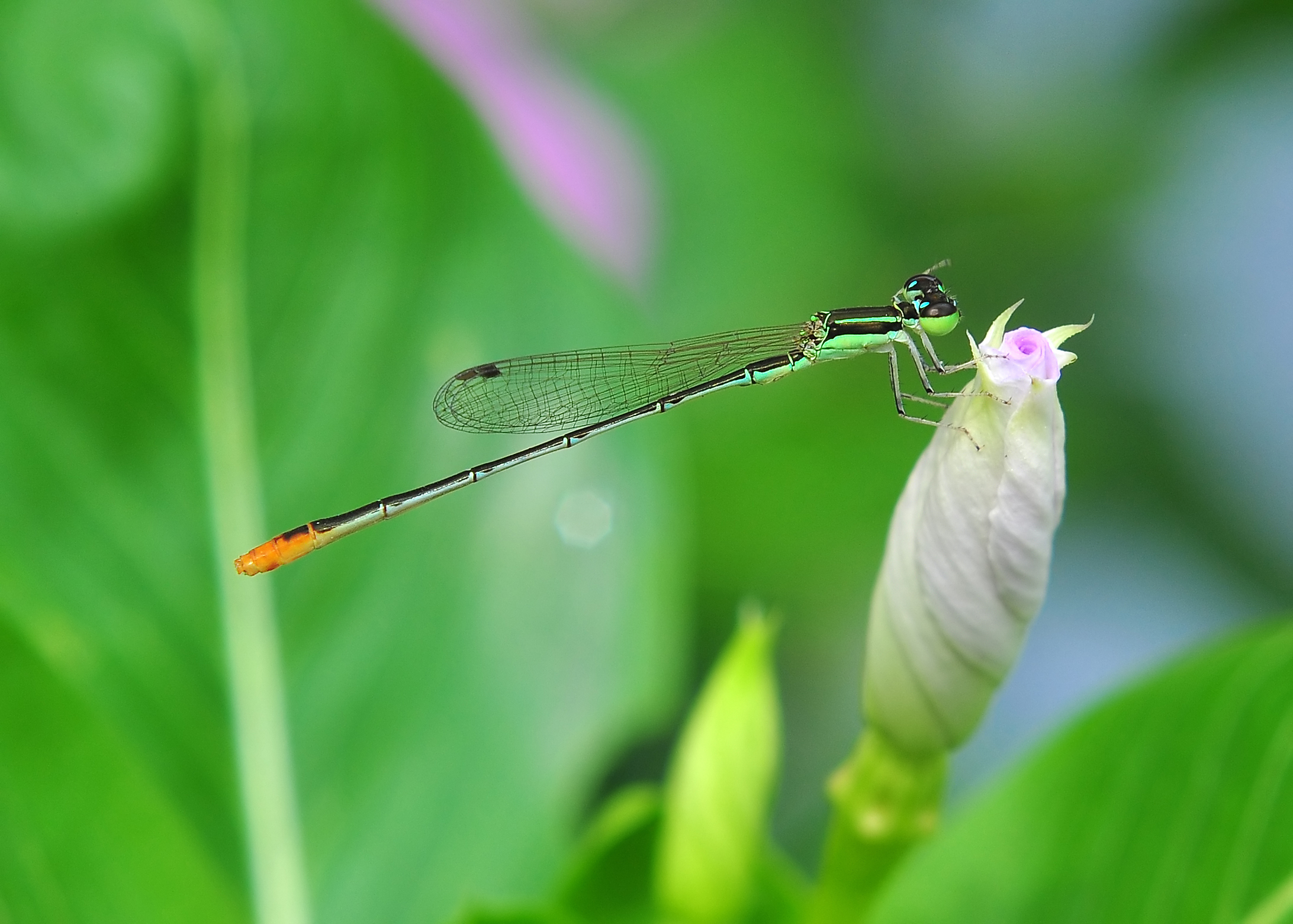
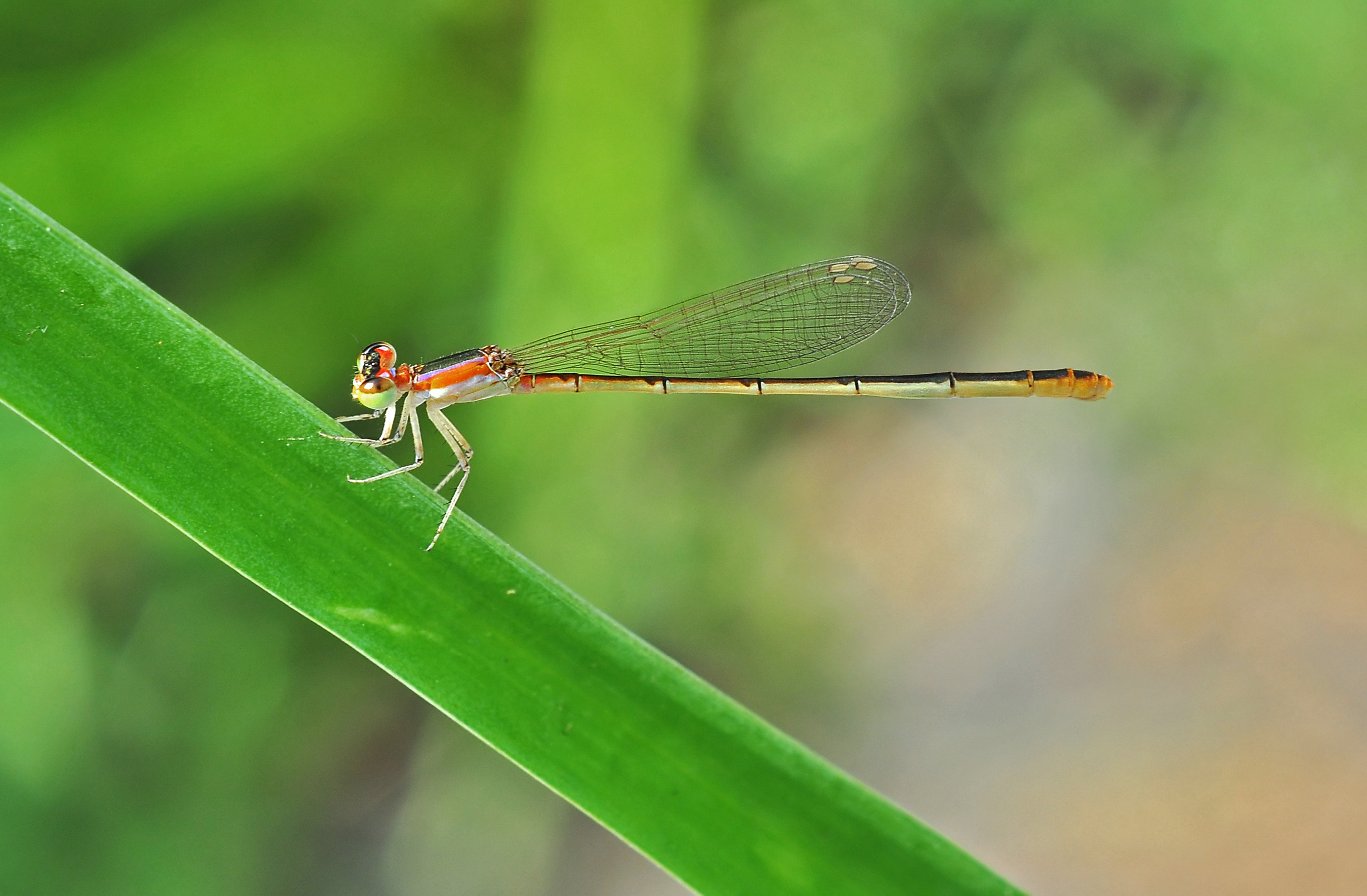
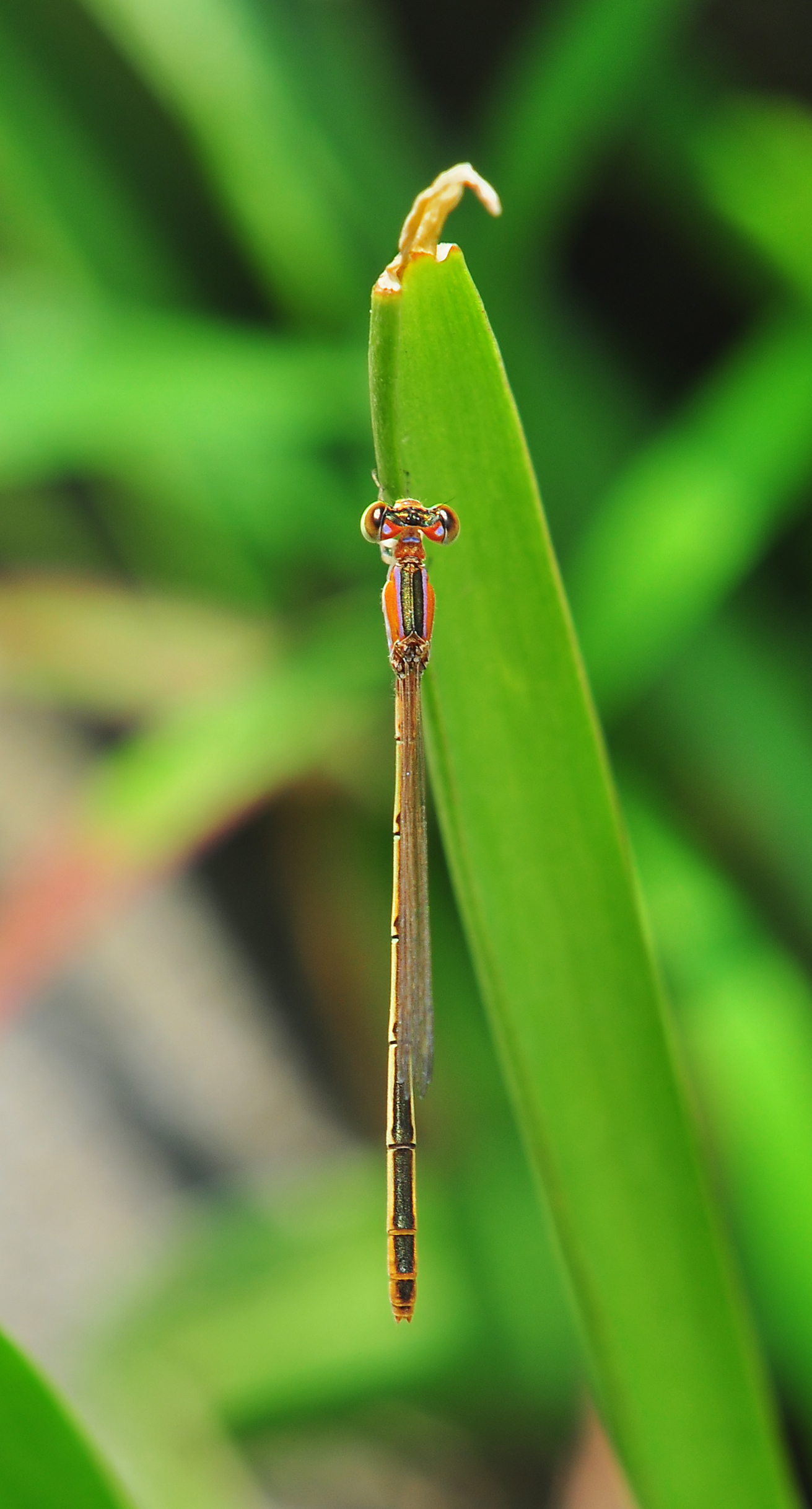
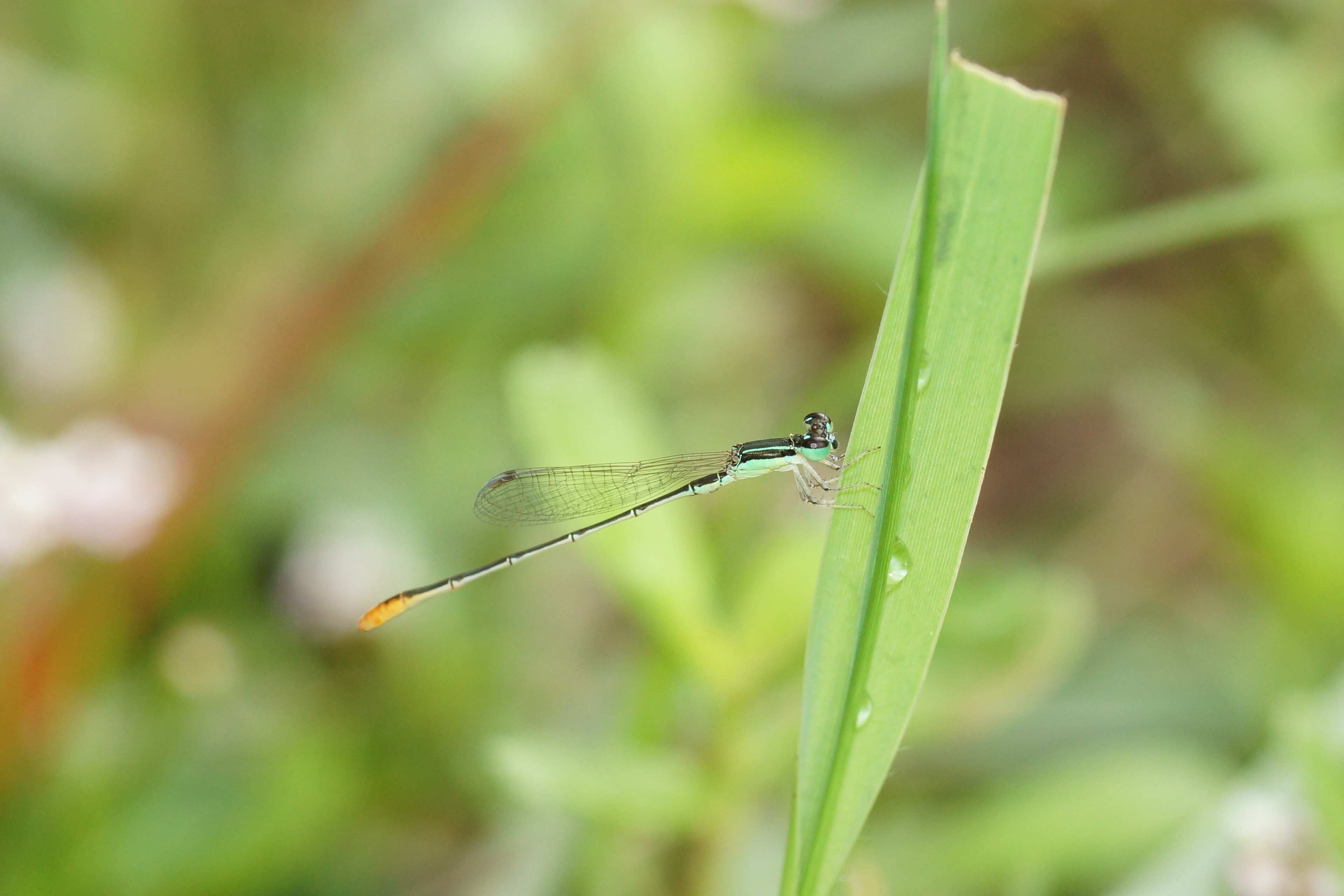
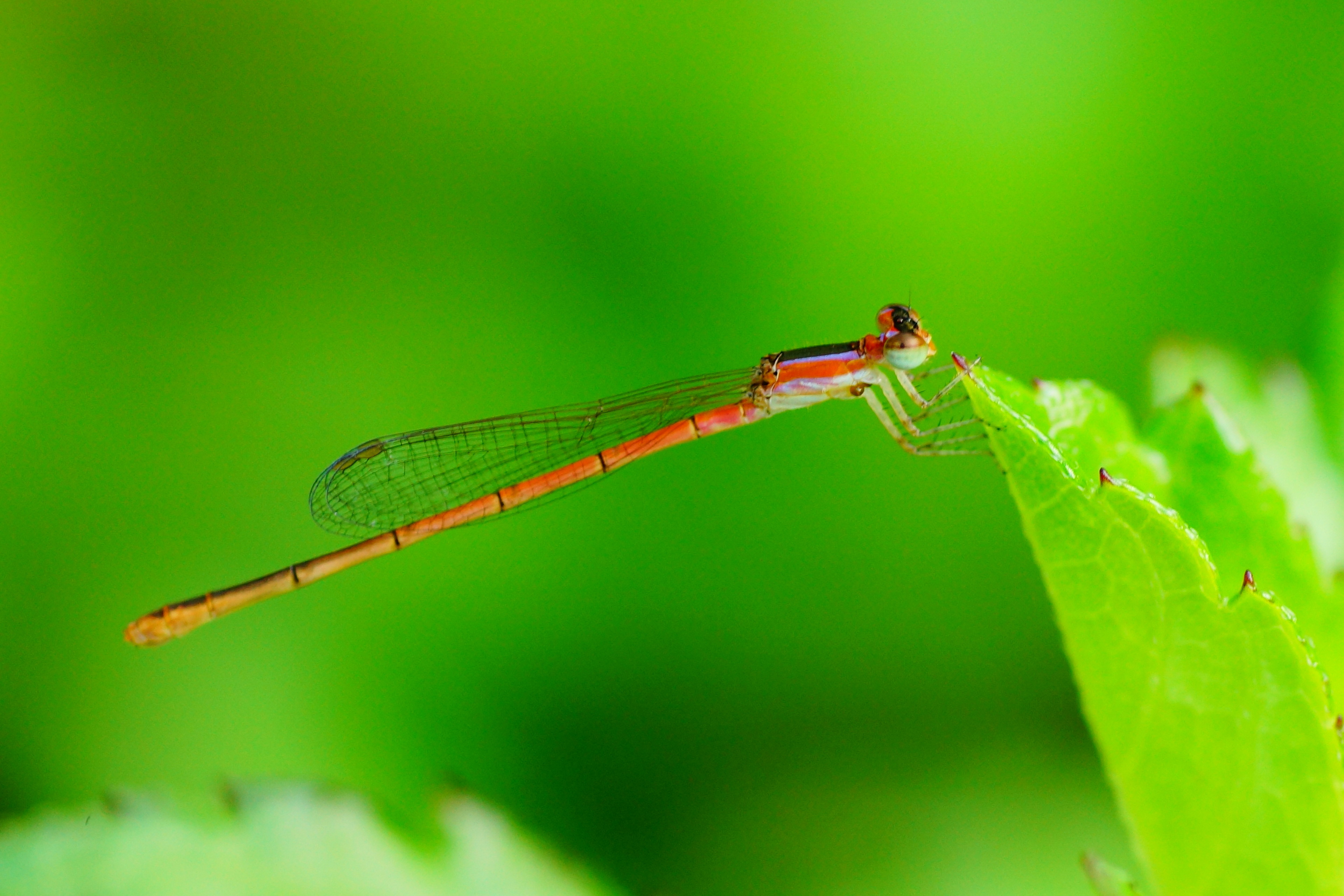
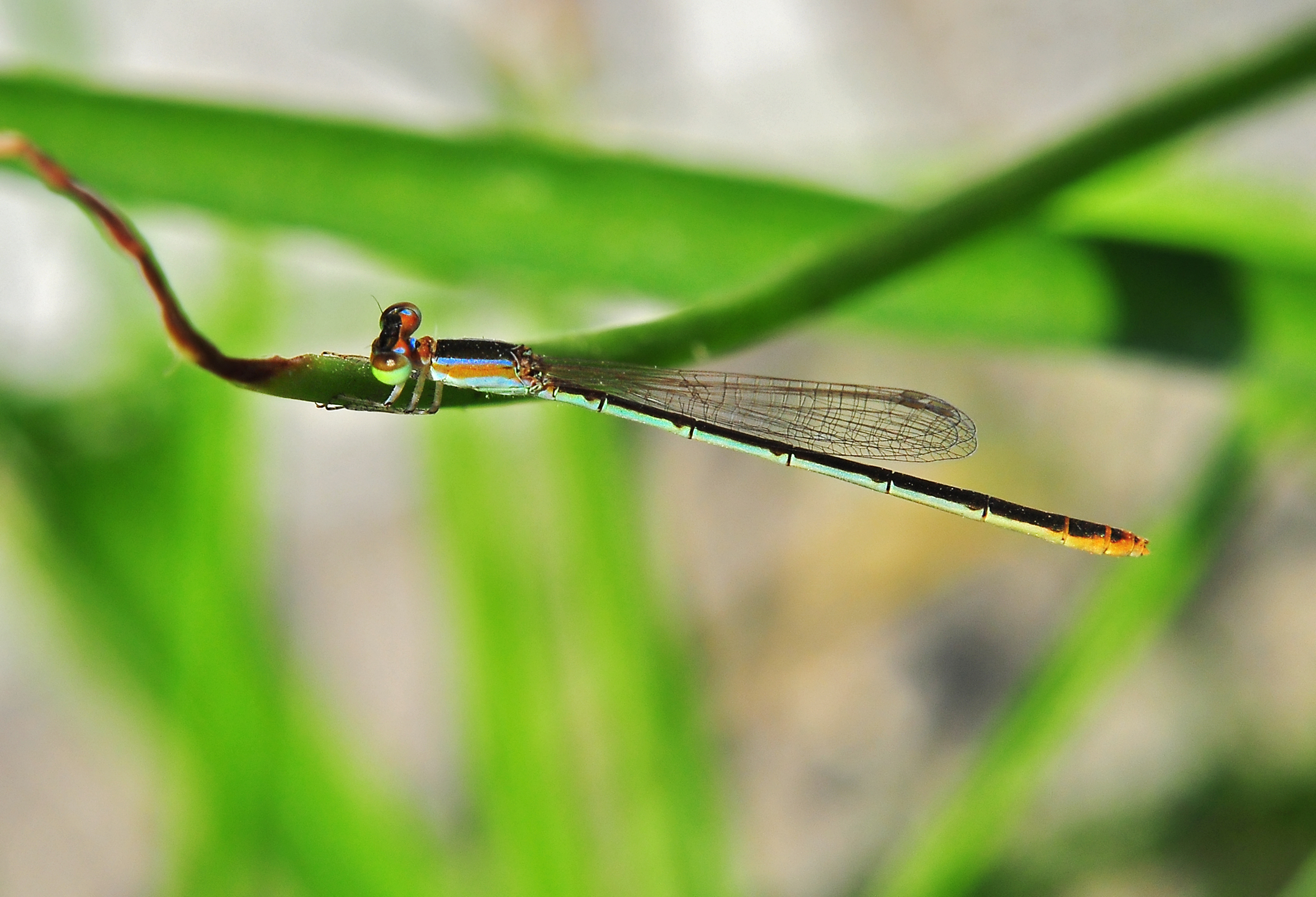